# Olduvai

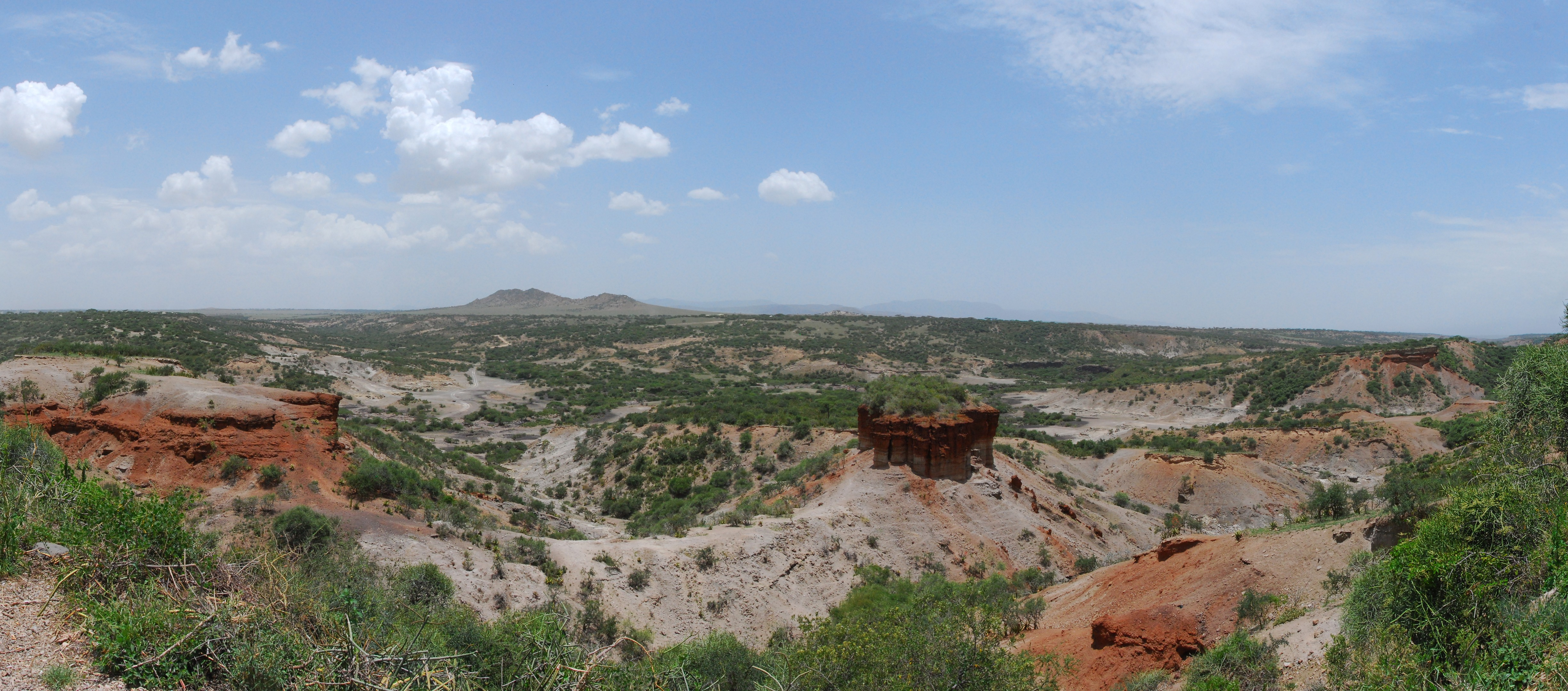
Olduvajská rokle

Olduvai je název rokle na planině Serengeti v severní Tanzanii ve východní Africe. Je významná nálezy nejstarších hominidů, předchůdců moderního člověka. Proslavili ji zejména antropologové Louis Leakey a jeho manželka Mary Leakeyová.[zdroj?]

## Popis místa
Kaňon má hloubku přibližně 100 metrů a na délku měří přes 40 km. Dříve se zde nacházelo jezero a v okolí byla hojná vegetace, která lákala spoustu živočichů a také hominidy. Sloužila jim k obživě a také jako útočiště.[zdroj?]

## Nálezy

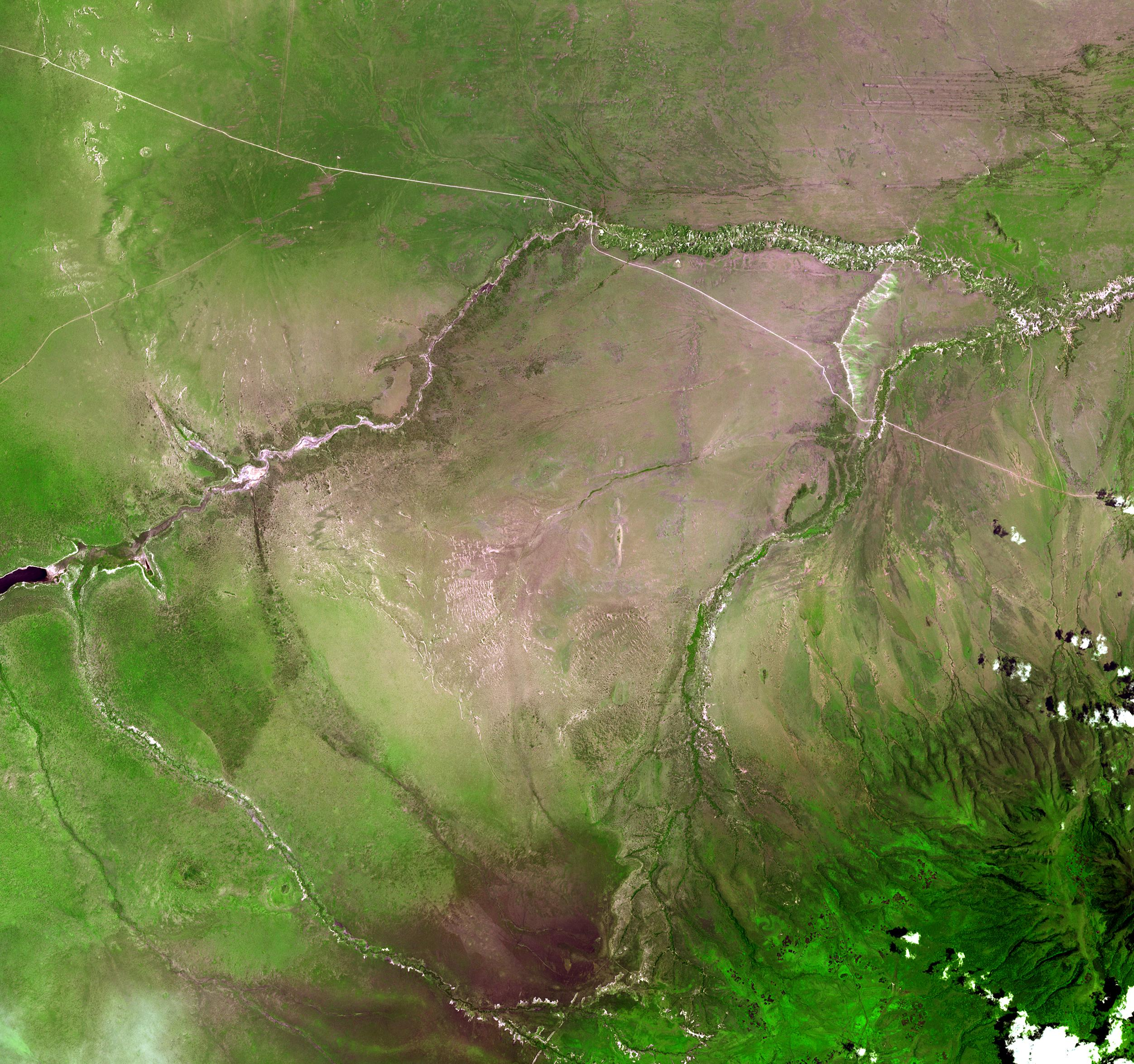
Olduvai - satelitní snímek

V roce 1959 zde byly nalezeny pozůstatky australopithéků a Homo habilis (společně s kosterními pozůstatky jiných živočichů).
Archeologové nalezli velmi jednoduché kamenné nástroje (především oldovanské pěstní klíny), které byly používány ke krájení masa, rostlin a jiných plodin. Dalším důležitým nálezem byly otisky chodidel hominidů (dvou dospělých jedinců a dítěte) objevené ve vrstvě staré 3,75 milionu let. Tyto pozůstatky našel Louis Leakey a jeho manželka Mary, kteří místo důkladně prozkoumali.